# Мелехино (Владимирская область)
Мелехино — деревня в Александровском районе Владимирской области России, входит в состав Каринского сельского поселения. 

## География
Деревня расположена на берегу реки Малый Киржач в 22 км на юго-восток от центра поселения села Большое Каринское и в 20 км на юго-восток от города Александрова. 

## История
В XIX — начале XX века деревня входила в состав Махринской волости Александровского уезда, с 1926 года — в составе Карабановской волости. В 1859 году в деревне числилось 11 дворов, в 1905 году — 22 двора, в 1926 году — 26 дворов.
С 1929 года деревня входила в состав Романовского сельсовета Александровского района, с 1948 года — в составе пригородной зоны города Александрова, с 1965 года — в составе Александровского района, с 1969 года — в составе Махринского сельсовета, с 2005 года — в составе Каринского сельского поселения.

## Население
| 1859 | 1905 | 1926 | 2002 | 2010 | 2021 |
| ---- | ---- | ---- | ---- | ---- | ---- |
| 73   | ↗136 | ↘128 | ↘1   | ↘0   | ↗7   |